# Sofijská oblast
Sofijská oblast (bulharsky Софийска област) je jedna ze správních oblastí Bulharska. Rozkládá se v okolí hlavního města Sofie, které je zároveň jejím správním střediskem.

## Administrativní dělení

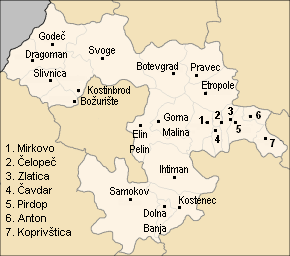
Sofijská oblast

Oblast se děli na 22 obštin.
| Obština - Anton - Božurište - Botevgrad - Čavdar - Čelopeč - Dolna Baňa - Dragoman - Elin Pelin - Etropole - Godeč - Gorna Malina - Ichtiman - Koprivštica - Kostenec - Kostinbrod - Mirkovo - Pirdop - Pravec - Samokov - Slivnica - Svoge - Zlatica | Sídlo - Anton - Božurište - Botevgrad - Čavdar - Čelopeč - Dolna Baňa - Dragoman - Elin Pelin - Etropole - Godeč - Gorna Malina - Ichtiman - Koprivštica - Kostenec - Kostinbrod - Mirkovo - Pirdop - Pravec - Samokov - Slivnica - Svoge - Zlatica |

## Města
Správním střediskem oblasti je Sofie, ačkoli sama není její součástí. Kromě sídelních měst jednotlivých obštin, přičemž Anton, Čavdar, Čelopeč, Gorna Malina a Mirkovo městem nejsou, se zde nachází město Momin Prochod.

## Obyvatelstvo
K 15. prosinci 2024 v oblasti žilo 243 381 obyvatel a bylo zde trvale hlášeno 230 455 obyvatel. Podle sčítání 7. září 2021 bylo národnostní složení následující:
- Bulhaři: 204 662 (94.2 %)
- Romové: 11 380 (5.2 %)
- Turci: 342 (0.2 %)
- ostatní[p 2]: 963 (0.4 %)